# Pavlinski samostan Sveti Petar u Šumi
Pavlinski samostan Sveti Petar u Šumi jedan je od triju aktivnih pavlinskih samostana u Hrvatskoj (uz Kamensko i Svetice), a nalazi se na području naselja Sveti Petar u Šumi u Istri.

## Pavlini u Hrvatskoj
Prisutnost pavlinskog reda, osnovanog 1215. godine u Ugarskoj, na području Hrvatske se može zabilježiti već 1240-ih godina osnivanjem samostana u Remetama (1240.) i Dubici (1244.). Tijekom 14. i 15. stoljeća vidljivo je brzo širenje pavlinskog
utjecaja i izgradnja velikog broja novih pavlinskih samostana što se može objasniti
uzornim redovničkim životom, visokom izobrazbom te manjim dimenzijama njihovih
samostana u odnosu na ostale redove što je značilo da su za njihovo podizanje
bile potrebne manje financijske investicije. Hrvatsko sjedište pavlina u kojem
je stolovao vrhovni poglavar reda, od 1577. godine se nalazilo u lepoglavskom
samostanu kojeg je 1400. godine podigao grof Herman Celjski. Tijekom 16.
stoljeća zbog prodora turske vojske u Hrvatskoj nije podignut niti jedan
pavlinski samostan, a većina postojećih je oštećena ili srušena. Tek početak
17. stoljeća za pavline predstavlja početak duhovne i redovničke obnove nazvan
i „baroknim preporodom u redovničkom životu“. Tijekom vlasti cara Josipa II.
pavlinski red je prvo ukinut u Istri 1782. godine, a zatim 1786. i u cijeloj
Hrvatskoj što je rezultiralo napuštanjem i sekularizacijom brojnih samostanskih
sklopova.
Godine 1972. pavlini se vraćaju u Hrvatsku te do danas djeluju u samo tri
samostana (Sveti Petar u Šumi, Kamensko i Svetice).

## Povijest samostana
Prvi
spomen naselja Sveti Petar u Šumi zabilježen je početkom 12. stoljeća, 
dok se između 1174. i 1176. godine prvi puta u pisanim dokumentima spominje
samostan Svetog Petra. Za njega se navodi kako je već 40 godina u funkciji
prema čemu bi se kao godina osnutka samostana mogla navesti barem 1134.
Prvi samostan pripadao je benediktinskom redu, a njegova izgradnja trajala je
sve do 13. stoljeća. Najstariji grafički prikaz romaničke crkve i samostana iz
vremena benediktinaca predstavlja rukopis Prospera Petronija Memoriae Sacre, e profane dell'Istra na
kojem je vidljivo kako se samostanski sklop sastojao od crkve, slobodnostojećeg
zvonika, klaustra, ladanjske kurije stambenog karaktera i zasebne gospodarske
zgrade. Već tada samostan je bio okružen visokom ogradom.
Sredinom 15. stoljeća benediktinci zbog neutvrđenih razloga napuštaju samostan,
no kako je u to vrijeme zabilježeno smanjenje broja stanovnika u cijelom
naselju, može se u obzir uzeti pojava epidemije bolesti. 
Godine 1459. car Fridrik II. napušten samostan s čitavim benediktinskim
posjedom predaje pavlinima pristiglim iz najstarijeg istarskog pavlinskog
samostana sv. Marije na Čepićkom jezeru iz kraja 14.stoljeća. Sljedeće godine
od pape Pia II. dobivaju dopuštenje za osnivanje vlastitog samostana u kojem
pavlini također osnivaju školu za nove članove reda - novicijat i osnovnu školu
za istarsku djecu.
Pavlinski samostan ostaje u funkciji sve do 1782. godine kada se reformama cara
Josipa II. ukida pavlinski red u Istri, a potom i 1786. u cijeloj Hrvatskoj. 
Početkom 19. stoljeća samostan i pripadajuće posjede kupuje grof Montecucoli, a
potom i obitelj Giorgis koja ga do 1980-ih godina koristi kao stambeni prostor
za iznajmljivanje. Zbog neodržavanja samostan je pretrpio brojna oštećenja te
se povratkom pavlina 1993. godine započinje s njegovom temeljitom obnovom i
restauracijom.

## Obnova u vrijeme pavlina
Nakon
potpunog preuzimanja samostana 1460. godine pavlini započinju dugogodišnji proces
obnove samostanskog sklopa. Tijekom obnova potvrdili su specifičnost svoga reda
u konzervatorskim tendencijama
očuvanja nasljeđa strogim izbjegavanjem rušenja već postojećeg arhitektonskog
sklopa te obnovama i rekonstrukcijama oštećenih objekata.
Dugi proces rada na samostanskom sklopu trajao je sve do ukidanja pavlinskog
reda krajem 18. stoljeća.

### Prva faza obnove
Početak
obnove samostana može se datirati u 1460-e godine kada pavlini, poštujući stari
identitet spomenika, proširuju i nadograđuju već postojeće strukture. Poštuju
lokaciju i orijentaciju već stare benediktinske crkve čiji izvorni tlocrt nije
poznat, ali se sa sigurnošću može tvrditi kako je bila kraća od današnje crkve.
Slobodnostojeći zvonik kao jedan od najstarijih dijelova, uz istočno krilo,
zadržava svoju izvornu lokaciju uz zapadno pročelje crkve, ali doživljava
temeljitu pregradnju iznad izvornih romaničkih temelja. 
Klaustar starog sklopa kao središnji element samostanske komunikacije, zajedno
je sa samostanskim krilima povišen za jednu etažu i predstavlja najbolji
primjer pavlinskog očuvanja stare arhitekture. Prilikom izgradnje nove etaže
stari romanički stupovi podignuti su na prvi kat, dok su novi nosači prizemlja
izvedeni u renesansnom stilu.

### Druga faza obnove
Godine
1616. samostan je spaljen tijekom Austro-venecijanskog rata nakon čega je
uslijedila faza barokizacijske obnove. Najraniji datirani zahvat je izgradnja
nove sakristije 1693. godine kojim je nekoć samostalno istočno krilo stambene
funkcije spojeno sa svetištem crkve. Obnovljeno je zapadno krilo koje se
tlocrtno i funkcionalno bitno razlikovalo od ostalih krila, jer su se u njemu
nalazile reprezentativne sobe, arhivi i zbirke dragocjenosti.  
Iz temelja se gradi novo južno krilo kojim se formirao današnji zatvoreni oblik
samostanskog kompleksa s dugim hodnikom koji je omogućavao pristup svim
prostorijama tog krila. Kao konačna intervencija barokne faze obnove važno je
navesti izgradnju nove crkve koja je zadržala orijentaciju ranije, ali uz
produženje prema zapadu što je rezultiralo spajanjem zvonika s prostorom
crkve. 
Prema izvještaju vizitacije Ivana Kristolovca moguće je utvrditi kako je već
1719. godine prostor crkve dovršen te se čekalo na njenu posvetu i dovršenje
zapadnog pročelja.

### Treća faza obnove
Posvećenje
crkve sv. Petra i Pavla izvršeno je 1755. godine u zadnjoj fazi pavlinske
obnove u čije je vrijeme moguće datirati još nekoliko nadogradnji. Kao jedna od
prvih intervencija bilo je produženje južnog broda prema zapadu za četiri
prozorske osi čime se formirao novi trg ispred zapadnog pročelja crkve korišten
za javna okupljanja. Interijer crkve opremljen je bogatom baroknom crkvenom
opremom slikara Leopolda Keckheisena i kipara Pavla Riedla. Iako se sa
sigurnošću može tvrditi kako je zapadno pročelje crkve dovršeno u posljednjoj
fazi obnove, njegova datacija i dalje ostaje nepoznata. 
Iako
Ljubo Karaman sa sigurnošću tvrdi kako se pročelje može datirati u godinu
1773., prilikom pisanja ovog seminarskog rada korištena literatura nije pružila
argumente kojima bi se takve tvrdnje mogle potvrditi. Takvoj kasnoj dataciji
strogo se suprotstavlja Đurđica Cvitanović koja tvrdi da je takva datacija
prekasna, jer obuhvaća vrijeme strogog klasicizma Josipa II., a što se potpuno
suprotstavlja izvedbi pročelja koje se stilski može definirati kao kasni barok.
Cvitanović kao dataciju navodi 1755. godinu netom prije posvete same crkve, dok
1770. godinu navodi kao vrijeme obnove kiparskih ostvarenja pročelja.
Kao posljednju intervenciju pavlina na samostanu, može se navesti 1780. godina
s izgradnjom sjevernog samostanskog krila koje se naslanja na puni zid crkve
te koje nije u komunikaciji s crkvom niti ostalim krilima samostana.

## Područja utjecaja
Promatrajući
arhitektonski koncept samostanske crkve sv. Petra i Pavla moguće je govoriti o
dva područja utjecaja: srednjoeuropsko i talijansko. Vladimir Marković se
osvrnuo na tlocrtno rješenje samostanske crkve i tvrdi kako je to „rješenje
svojom građevnom konstrukcijom i načinom rasvjete tipično za srednjoeuropske
dvoranske crkve 17. i 18. stoljeća“.
Takvo rješenje crkve sa zidanim stupcima, tj. Wandpfeilerima prepoznaje i u
rješenju isusovačke crkve sv. Katarine u Zagrebu.  Rješenje kasnobaroknog pročelja prema
Markoviću veže se uz talijanski kulturni krug. Radi se o pročelju sa
horizontalnom podjelom snažnim vijencima i vertikalnom podjelom pilastrima te o
ispuni prozorskih osi s nišama unutar kojih se nalaze skulpture svetaca, zaštitnika
same crkve. Također, tvrdi kako je takav tip pročelja na crkvi sv. Petra i
Pavla preuzet iz Italije, točnije s crkve sv. Franje Ksaverskog (1700. -
1711.) iz Trenta čiji je autor Andrea Pozzo.
Isto rješenje pročelja moguće je vidjeti i na drugim pavlinskim crkvama kao što
su Remete i  Križevci te na središnjoj
crkvi pavlinskog reda u Lepoglavi čije je pročelje nastalo 1710. godine i za koje
Ljubo Karaman tvrdi kako je imalo izravan utjecaj na crkvu Sv. Petra i Pavla.

## Orgulje
U crkvi postoji orgulje koje izgradio je Ioannes Georgius Eisl 1780. godine. Glazbalo ima ovu dispoziciju:
| Manual C/E–c3 |             |        |
| 1.            | Principal   | 8′     |
| 2.            | Octav       | 4′     |
| 3.            | Unda maris  | 8′     |
| 4.            | Flauta      | 4′     |
| 5.            | Salicional  | 8′     |
| 6.            | Picolo      | 1′     |
| 7.            | Flautino    | 2′     |
| 8.            | Superoctava | 2′     |
| 9.            | Quinta      | 1 1/3′ |

| Pedal C/E–c |        |    |
| 10.         | Bordon | 8′ |

Trakture su mehaničke, zračnice su s kliznicama.

## Vanjske poveznice
- http://www.pavlini-svpetar.hr/samostan.htm  Arhivirana inačica izvorne stranice od 10. lipnja 2007. (Wayback Machine)
- Samostan Sveti Petar  Arhivirana inačica izvorne stranice od 14. srpnja 2014. (Wayback Machine)
- Općina Sv. Petar u Šumi
- Turistička zajednica Istre